# Groot
Groot oder de Groot ist ein niederländischer bzw. deutscher Familienname.

## Namensträger
- Adriaan de Groot (Adrianus Dingeman de Groot, 1914–2006), niederländischer Psychologe und Schachspieler
- Bernhard Lorenz Groot (1717–1776), deutscher Kaufmann und Ratsherr der Hansestadt Lübeck
- Bob de Groot (1941–2023), belgischer Comiczeichner
- Boudewijn de Groot (* 1944), niederländischer Liedermacher
- Bram de Groot (* 1974), niederländischer Radsportler
- Cees Groot (1932–1988), niederländischer Fußballspieler
- Chantal Groot (* 1982), niederländische Schwimmerin
- Cornelis de Groot (1546–1610), niederländischer Rechtswissenschaftler
- Cornelis Hofstede de Groot (1863–1930), niederländischer Kunsthistoriker und Kunstwissenschaftler
- Cornelius Johannes de Groot (1883–1927), niederländischer Hochfrequenzingenieur und Funkpionier
- Daan de Groot (1933–1982), niederländischer Radrennfahrer
- Diede de Groot (* 1996), niederländische Rollstuhltennisspielerin
- Dineke de Groot (* 1965), niederländische Juristin
- Georg Groot (1899–1967), deutscher Politiker (SPD/LP/GVP)
- Francis de Groot (1888–1969), irisch-australischer Politiker
- Fritz August Breuhaus de Groot (1883–1960), deutscher Architekt
- Giovanni Antonio de Groot (1664–1712), italienischer Maler
- Harry de Groot (1920–2004), niederländischer Komponist
- Henk Groot (1938–2022), niederländischer Fußballspieler
- Holger de Groot (* 1964), deutscher General
- Hugo de Groot (1583–1645), politischer Philosoph, Theologe und Rechtsgelehrter, siehe Hugo Grotius
- Hugo de Groot (Komponist) (1897–1986), niederländischer Komponist und Dirigent
- Huug de Groot (1890–1957), niederländischer Fußballspieler
- Jan Jakob Maria de Groot (1854–1921), niederländischer Sinologe
- Jannie de Groot (* 1930), niederländische Schwimmerin
- Jean De Groot (* 1948), US-amerikanische Philosophin
- Jeanne Lampl-de Groot (1895–1987), niederländisch-österreichische Psychoanalytikerin
- Johannes de Groot (1914–1972), niederländischer Mathematiker
- Kee Groot (1868–1934), niederländische Feministin
- Leen de Groot (* 1946), niederländischer Radrennfahrer
- Lucas de Groot (* 1963), niederländischer Typograf
- Marjan Groot (1959–2019), niederländische Kunsthistorikerin und Designforscherin
- Mart de Groot (* 1938), niederländischer Astronom
- Niels de Groot (* 1981), niederländischer Skispringer
- Nycke Groot (* 1988), niederländische Handballspielerin
- Paul de Groot (1899–1986), niederländischer Politiker (CPN)
- Simon Groot (1934–2025), niederländischer Agrarwissenschaftler
- Sybren Ruurds de Groot (1916–1994), niederländischer Physiker (Statistische Physik im Nichtgleichgewicht), Professor in Leiden
- Sytske de Groot (* 1986), niederländische Ruderin
- Thérèse de Groot (1930–2011), slowenisch-niederländische Bildhauerin
- Yorick de Groot (* 2000), niederländischer Volleyball- und Beachvolleyballspieler